# Nytjärnen (Skogs socken, Hälsingland)
Nytjärnen är en sjö i Ockelbo kommun och Söderhamns kommun i Hälsingland och ingår i Skärjåns huvudavrinningsområde. Sjön har en area på 0,0959 kvadratkilometer och ligger 135,1 meter över havet.

## Delavrinningsområde
Nytjärnen ingår i det delavrinningsområde (677433-155225) som SMHI kallar för Inloppet i Draggan. Medelhöjden är 104 meter över havet och ytan är 8,84 kvadratkilometer. Räknas de 26 avrinningsområdena uppströms in blir den ackumulerade arean 102 kvadratkilometer. Avrinningsområdets utflöde Skärjån (Tönsån) mynnar i havet. Avrinningsområdet består mestadels av skog (82 procent). Avrinningsområdet har 0,1 kvadratkilometer vattenytor vilket ger det en sjöprocent på 1,1 procent.